# والتر إدوارد فوستر
والتر إدوارد فوستر (بالإنجليزية: Walter Edward Foster)‏ هو سياسي كندي، ولد في 9 أبريل 1873 في سانت مارتينس في كندا، وتوفي في 14 نوفمبر 1947 في سانت جون في كندا. حزبياً، نشط في الجمعية الليبرالية لنيو برونزويك ‏ والحزب الليبرالي الكندي.

## مناصب
- انتخب رئيس مجلس الشيوخ [الإنجليزية]‏ (11 يناير 1936 – 8 مايو 1940).
- انتخب عضو الجمعية التشريعية لنيو برونزويك ‏ (9 أكتوبر 1920 – 1 فبراير 1923).
- انتخب عضو الجمعية التشريعية لنيو برونزويك ‏ (23 أبريل 1917 – 9 أكتوبر 1920).
- انتخب عضو مجلس الشيوخ الكندي (6 ديسمبر 1928 – 14 نوفمبر 1947).
- انتخب Premier of New Brunswick [الإنجليزية]‏ (4 أبريل 1917 – 1 فبراير 1923).